# یواس‌اس پریسیلا (اس‌پی-۴۴)
یواس‌اس پریسیلا (اس‌پی-۴۴) (به انگلیسی: USS Priscilla (SP-44)) یک کشتی بود که طول آن ۶۷ فوت (۲۰ متر) بود. این کشتی در سال ۱۸۸۴ ساخته شد.